# 张汉丞
张汉丞（1913年6月13日—2008年12月17日），原名杨业龙。湖北省麻城县顺河集镇杨家高山村人。中国人民解放军开国少将。

## 生平
青少年时期担任村儿童团团长、赤卫队中队长、村苏维埃副主席。1930年4月入团。1933年入党。历任红一军军部交通队交通员、红四方面军总指挥部警卫连班长、排长，1935年4月入红四方面军红军大学学习并任排长。
抗战时期，任山西新军决死三纵队，3个月部队见习熟悉了新军的言行作风。分配到汾城县组训自卫队。张汉丞所率领的自卫队二中队就发展到了200多人两个连的兵力。1938年夏秋，汾城、襄陵、新绛、吉县、河津、乡宁、稷山等县的自卫队统一组织起来，番号叫‘山西政治保卫二支队’，辖6个大队，约2000多人，部队集中在汾城西面与乡宁之间的盘道村一带。支队长郝玉玺，支队政治主任纪锦章，支队参谋长张焕。张汉丞任大队长。“政卫二支队”改编为新军213旅，辖2个团，张汉丞任57团团长，周义中担任五十八团团长，后来，又扩展了五十九团，五十九团一直在中条山独立活动，与旅部很少联系。十二月事变后，1940年1月1日晚，新军213旅按照原定计划开始从两个渡口过汾河。五十七团在北边的“鱼池”渡口突围，五十八团和旅部在南边的“湖李”渡口突围，然后前往晋东南的襄汾县城东北塔儿山。1月3日晚，张汉丞率五十七团作先头部队，程谷粱率旅部和五十八团随后，朝古县方向急行军。1月9日，张汉丞和程谷粱终于带领二一三旅大部队到了八路军太岳区根据地，与太岳军区陈赓司令员、薄一波政委取得了联系。一个星期后，陈赓司令员和薄一波政委下达了指示，要张汉丞将部队带到沁源县，并在那里进行整编，把二一三旅改编为“新二团”，派来了团长郑炎辉。1940年2月入太行山的北方局党校第3期学习，和李聚奎、陈再道等一个班。1940年5月毕业后，张汉丞被分配到八路军总部检查团工作。不久，北方局统战部长张友清建议彭德怀把张汉丞调回五十七团（恢复原番号）任团长。回到太岳军区时，因五十七团已有团长，被分配任太岳军区第二军分区司令员。分区机关是个空架子，向军区司令员陈赓、参谋长毕占云要干部要部队。配备了分区参谋长蔡发祥，主任张天衍。因常年劳累，1943年10月初离开太岳赴陕北，进入延安中央党校四部十一支部，边学习边治病。抗战胜利后，随中央党校干部队（任第二大队大队长）赴东北。
解放战争时期，任东北民主联军嫩江省军区警卫第2旅暨嫩江军分区旅长、司令员。东北军区后勤部西线战勤司令部参谋长、后勤一分部部长。平津战役中负责保障第12兵团包围北平城的七个军。
1949年12月任第四野战军后勤二分部（在衡阳）部长。1950年2月，第四野战军后勤第二分部调归军委海军。二分部在湘粤、湘桂两条兵站线上的部队集中到衡阳整训、精简。1950年3月底奉命成建制北上青岛，正式编入海军，共3583人，其中排以上干部985人。4月20日，二分部所属部队按照预定计划，全部到达青岛。出任海军后勤部部长至文革初期。1950年10月，张汉丞率领海军后勤部机关从青岛移北京。1954年2月—1956年8月在军事学院海军系学习。1955年，授予中国人民解放军少将。1974年9月，恢复工作，率工作组到海军后勤部，期间曾担任海军纪委副书记。1975年8月—1981年4月任海军顾问，海军纪律检查委员会第一副书记。1988年9月副大军区职待遇离休。中国人民政治协商会议第五、第六届委员会委员。

## 家人
- 夫人 马力